# IC 4736
IC 4736 — галактика типу SBd () у сузір'ї Павич.
Цей об'єкт міститься в оригінальній редакції індексного каталогу.